# Шабас, Поль Эмиль
Поль Эми́ль Шаба́с, иногда на русском Поль Шаба (фр. Paul Émile Chabas; 7 марта 1869, Нант — 10 мая 1937, Париж) — французский художник, иллюстратор и член Академии изящных искусств Франции.

## Биография
Родился в Нанте и обучался изобразительному искусству под руководством Адольфа-Вильяма Бугро и Тони Робер-Флёри.
Первая его выставка состоялась в Парижском салоне в 1890 году. Он был награждён золотой медалью на Всемирной выставке 1900 года и в 1912 году получил почётную медаль.

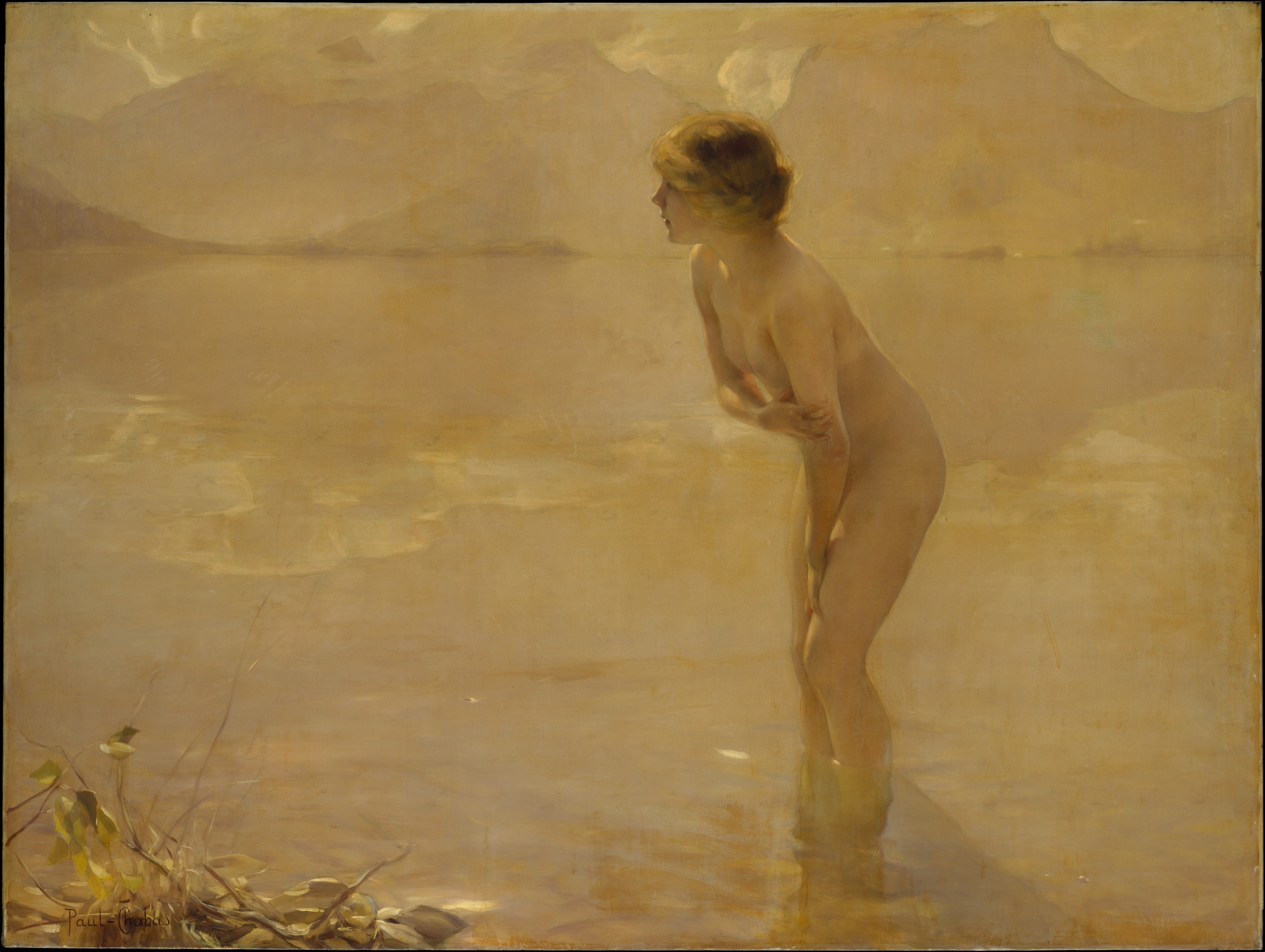
Сентябрьское утро. Холст, масло. 1912

Его любимой темой для изображения были обнажённые юные девушки в естественной обстановке. Одна из его самых известных картин «Сентябрьское утро» (фр. Matinée de Septembre, 1912) приобрела скандальную известность в США в мае 1913 года, когда Энтони Комсток, глава Нью-йоркского общества борьбы с пороком, осудил её как безнравственную. Этот случай получил широкую огласку, и репродукции картины потом хорошо продавались в течение нескольких лет. «Сентябрьское утро» часто приводится как пример китча.

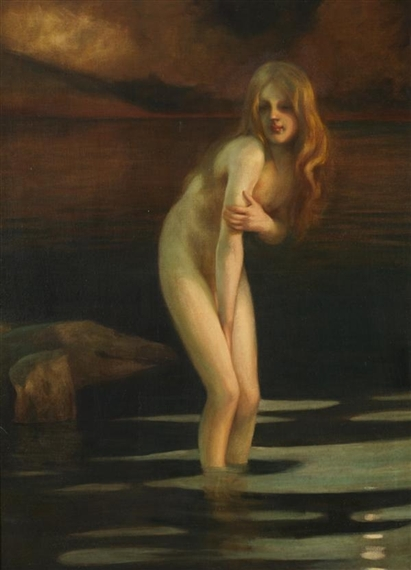
В сумерках. Ок. 1905

Марина Цветаева посвятила другой картине Шабаса — «В сумерках» (фр. Au Crépuscule) — стихотворение-экфрасис, которое также называется «В сумерках»:

Сумерки. Медленно в воду вошла 

Девочка цвета луны.

Тихо. Не мучат уснувшей волны 

Мерные всплески весла.

Вся — как наяда. Глаза зелены, 

Стеблем меж вод расцвела. 

Сумеркам — верность, им, нежным, хвала: 

Дети от солнца больны. 

Дети — безумцы. Они влюблены 

В воду, в рояль, в зеркала… 

Мама с балкона домой позвала 

Девочку цвета луны.
— Стихотворение в Викитеке
Существует вариант этой картины, известный под названием «Купальщица» (фр. La Baigneuse).
В 1890-х годах Поль Шабас занимался иллюстрацией книг таких авторов, как Поль Бурже и Альфред де Мюссе. Он становится членом Французской академии изящных искусств в 1921 году и получает Орден Почётного легиона в 1928 году. С 1925 по 1935 годы он был президентом Общества французских художников. Издал французский перевод Агни-Йога (фр. Éthique de Vie).
Умер в Париже 10 мая 1937 года.